# Sinfonia n. 1 (Prokof'ev)
La Sinfonia in Re maggiore op.25 è la prima sinfonia scritta da Sergej Sergeevič Prokof'ev; egli iniziò a lavorare alla sua composizione nel 1916, ma ne scrisse la maggior parte nel 1917, completando il lavoro il 10 di settembre. L'opera è largamente nota come Sinfonia Classica, nome che le fu dato dal compositore stesso ed è ancora oggi uno dei suoi lavori più noti e amati.

## Origini e ispirazione
Prokof'ev scrisse le prime parti della sua sinfonia nel 1916, in particolare la Gavotta, che diventerà il terzo movimento della versione definitiva, e alcuni abbozzi del primo e secondo tempo. Nel 1917, dopo l'inizio della Rivoluzione di febbraio, il musicista si spostò in campagna, appena fuori San Pietroburgo, e durante l'estate si dedicò intensamente alla composizione; terminò il Concerto per violino n.1 e riprese a lavorare alla partitura della Sinfonia in re maggiore. Come egli stesso scrisse non volle portare con sé il pianoforte perché voleva provare a comporre senza di esso, essendosi accorto che il materiale tematico scritto così era risultato spesso migliore. Il 25 agosto raggiunse la madre nel Caucaso, a Kislovodsk, e qui terminò, il 10 settembre, la Sinfonia.

Al Conservatorio Prokof'ev aveva studiato lettura della partitura e direzione d'orchestra con Nikolaj Čerepnin che, intuendo le potenzialià del suo allievo, gli aveva fatto analizzare approfonditamente il repertorio, insistendo soprattutto su Haydn e Mozart. Forte di queste sue conoscenze, Prokof'ev decise di scrivere una sinfonia proprio nello stile di Haydn, cosa secondo lui realizzabile anche senza l'ausilio del pianoforte; si cimentò quindi in questa impresa "nella convinzione che se Haydn fosse vissuto ai giorni nostri avrebbe serbato parte del suo vecchio stile, pur accettando nello stesso tempo qualcosa di nuovo".

La composizione venne eseguita pubblicamente il 21 aprile 1918, diretta dallo stesso Prokof'ev, alla Sala dell'ex Cappella di Corte a San Pietroburgo, riportando un grande successo. Anatolij Lunačarskij, Commissario per l'Istruzione, si congratulò calorosamente con il musicista che ne approfittò, dopo pochi giorni, per chiedergli il visto per poter andare negli Stati Uniti. Il 7 maggio il musicista partì infatti per New York.

## Movimenti
La sinfonia è in quattro movimenti, e dura solamente dai quattordici ai diciotto minuti:
1. Allegro (Re maggiore)
2. Larghetto (La maggiore)
3. Gavotta. Non troppo allegro (Re maggiore)
4. Finale. Molto vivace (Re maggiore)

## Analisi
Sulla Sinfonia Classica si è scritto moltissimo, proprio nel tentativo di definirne una collocazione: ancora classica-ottocentesca o anticipazione di un neoclassicismo di cui sarà alfiere Igor Stravinskij. In effetti in quest'opera Prokof'ev ha saputo mirabilmente conciliare la tradizione con l'innovazione del suo tempo. Dopo l'esasperazione della Suite scita il musicista tornò volutamente a un'armonia e un'orchestrazione semplificate dove anche la base tonale è evidentissima. La sinfonia riflette perfettamente l'elegante stile settecentesco, tanto che si potrebbe quasi non riconoscerne l'autore. L'opera però non emula lo stile di Haydn in modo pedissequo poiché Prokof'ev, oltre a non citare mai frasi del musicista austriaco, attua procedimenti di composizione differenti; la tonalità di Prokof'ev è molto più ricca e spazia in maniera elastica. Il suo classicismo è stilizzato, ma anche estremamente raffinato, sempre intriso di leggera ironia e sostenuto costantemente da una base ritmica che è una delle principali connotazioni della musica di Prokof'ev.
Il primo movimento, Allegro, è in forma-sonata e ha un andamento veloce nella solare tonalità di Re maggiore. Il primo tema esposto è tipicamente settecentesco, il secondo ha aspetti burleschi, segnati dallo staccato del fagotto. Lo sviluppo però non ha per nulla le connotazioni classiche della forma-sonata, poiché Prokof'ev modula con naturalezza da una tonalità all'altra e passa dal Re minore a un insolito La bemolle maggiore.
Il secondo movimento è un Intermezzo con indicazione Larghetto e presenta una melodia aggraziata in tempo ternario. Il tema principale è esposto dai violini che raggiungono le note più acute dello strumento; la parte ritmica è decisamente tipica di Prokof'ev, soprattutto per l'accompagnamento insistente del fagotto.
La terza parte è la Gavotta, brano breve e stilizzato, piacevolissimo, caratterizzato da insoliti salti di ottava.

L'ultimo tempo, Finale, Molto vivace, si presenta ancora in forma-sonata; al vivacissimo primo tema che è arricchito da arpeggi e passaggi veloci, segue il secondo affidato soprattutto ai legni; un terzo tema ricorda un'allegra melodia popolare russa. Un rapido sviluppo porta alla conclusione di una composizione sì orecchiabile, ma per niente semplice, ricca di novità armoniche, di sonorità scintillanti, di arguzia e di ironia.

## Strumentazione
L'opera è scritta per un'orchestra del periodo classico, formata da ottavino, due flauti, due oboi, due clarinetti, due fagotti, due corni, due trombe, timpani e archi.

## Incisioni
La seguente tabella include alcune delle registrazioni di questa sinfonia:
| Orchestra                                                                | Direttore                          | Casa discografica        | Anno di registrazione | Formato |
| ------------------------------------------------------------------------ | ---------------------------------- | ------------------------ | --------------------- | ------- |
| Boston Symphony Orchestra                                                | Sergej Aleksandrovič Kusevickij    | RCA Victor               | 1929                  | CD      |
| NBC Symphony Orchestra                                                   | Arturo Toscanini                   | RCA Victor               | 1951                  | CD      |
| The Paris Conservatory Orchestra                                         | Ernest Ansermet                    | London Records           | 1964                  | LP      |
| New York Philharmonic                                                    | Leonard Bernstein                  | Columbia                 | 1968                  | CD      |
| London Symphony Orchestra                                                | Walter Weller                      | Decca                    | 1974                  | CD      |
| London Symphony Orchestra                                                | Vladimir Davidovič Aškenazi        | Decca                    | 1974                  | CD      |
| London Symphony Orchestra                                                | André Previn                       | EMI Classics             | 1978                  | CD      |
| Berliner Philharmoniker                                                  | Herbert von Karajan                | Deutsche Grammophon      | 1981                  | CD      |
| Chicago Symphony Orchestra                                               | Georg Solti                        | Decca                    | 1982                  | CD      |
| Royal Scottish National Orchestra                                        | Neeme Järvi                        | Chandos                  | 1985                  | CD      |
| Orchestre national de France                                             | Lorin Maazel                       | Sony Classical           | 1985                  | CD      |
| Orpheus Chamber Orchestra                                                | (nessuno)                          | Deutsche Grammophon      | 1987                  | CD      |
| Orchestre national de France                                             | Mstislav Leopol'dovič Rostropovič  | Erato                    | 1988                  | CD      |
| Berliner Philharmoniker                                                  | Seiji Ozawa                        | Deutsche Grammophon      | 1989                  | CD      |
| Orchestra Filarmonica Slovacca                                           | Stephen Gunzenhauser               | Naxos                    | 1989                  | CD      |
| Orchestra Sinfonica Accademica di Stato della Russia "Evgenij Svetlanov" | Nikolay Tiomkin                    | Discover The Classics    | 1990                  | CD      |
| Orchestra di Filadelfia                                                  | Riccardo Muti                      | Philips Classics Records | 1990                  | CD      |
| Chicago Symphony Orchestra                                               | James Levine                       | Deutsche Grammophon      | 1994                  | CD      |
| St. Petersburg State Symphony Orchestra                                  | Ravil Martynov                     | Sony                     | 1994                  | CD      |
| London Symphony Orchestra                                                | Valerij Abisalovič Gergiev         | Philips                  | 2004                  | CD      |
| National Symphony Orchestra of Ukraine                                   | Theodore Kuchar                    | Naxos                    |                       | CD      |
| Orchestre national de France                                             | Jean Martinon                      | Vox                      |                       | CD      |
| Orchestra Filarmonica Ceca                                               | Zdeněk Košler                      | Supraphon                |                       | CD      |
| Cappella Sinfonica Accademica di Stato Russa                             | Gennadij Nikolaevič Roždestvenskij |                          |                       | CD/LP   |
| Orchestra Sinfonica Čajkovskij                                           | Gennadij Nikolaevič Roždestvenskij | Melodiya/Quintessence    |                       | LP      |